# Norra Bergtjärnen (Gåsborns socken, Värmland)
Norra Bergtjärnen är en sjö i Filipstads kommun i Värmland och ingår i Göta älvs huvudavrinningsområde. Norra Bergtjärnen ligger i Munkmossarna Natura 2000-område.